# Maalaqa - Bishlamon
Maalaqa - Bishlamon (tiếng Ả Rập: المعلقة بشلامون) là một ngôi làng Syria nằm ở Jisr al-Shughur Nahiyah ở huyện Jisr al-Shughur, Idlib. Theo Cục Thống kê Trung ương Syria (CBS), Maalaqa - Bishlamon có dân số 2841 trong cuộc điều tra dân số năm 2004.